# Louis Brunet (homme politique, 1899-1987)
Pour les articles homonymes, voir Louis Brunet et Brunet.
Louis Brunet, né le 12 février 1899 et mort le 14 juin 1987, est un homme politique français.

## Détail des fonctions et des mandats
Mandat parlementaire
- juillet 1945 : membre de l'Assemblée consultative provisoire
- 14 janvier 1947 - 7 novembre 1948 : Sénateur des Français résidant en Tunisie